# Pölle 24 (Quedlinburg)

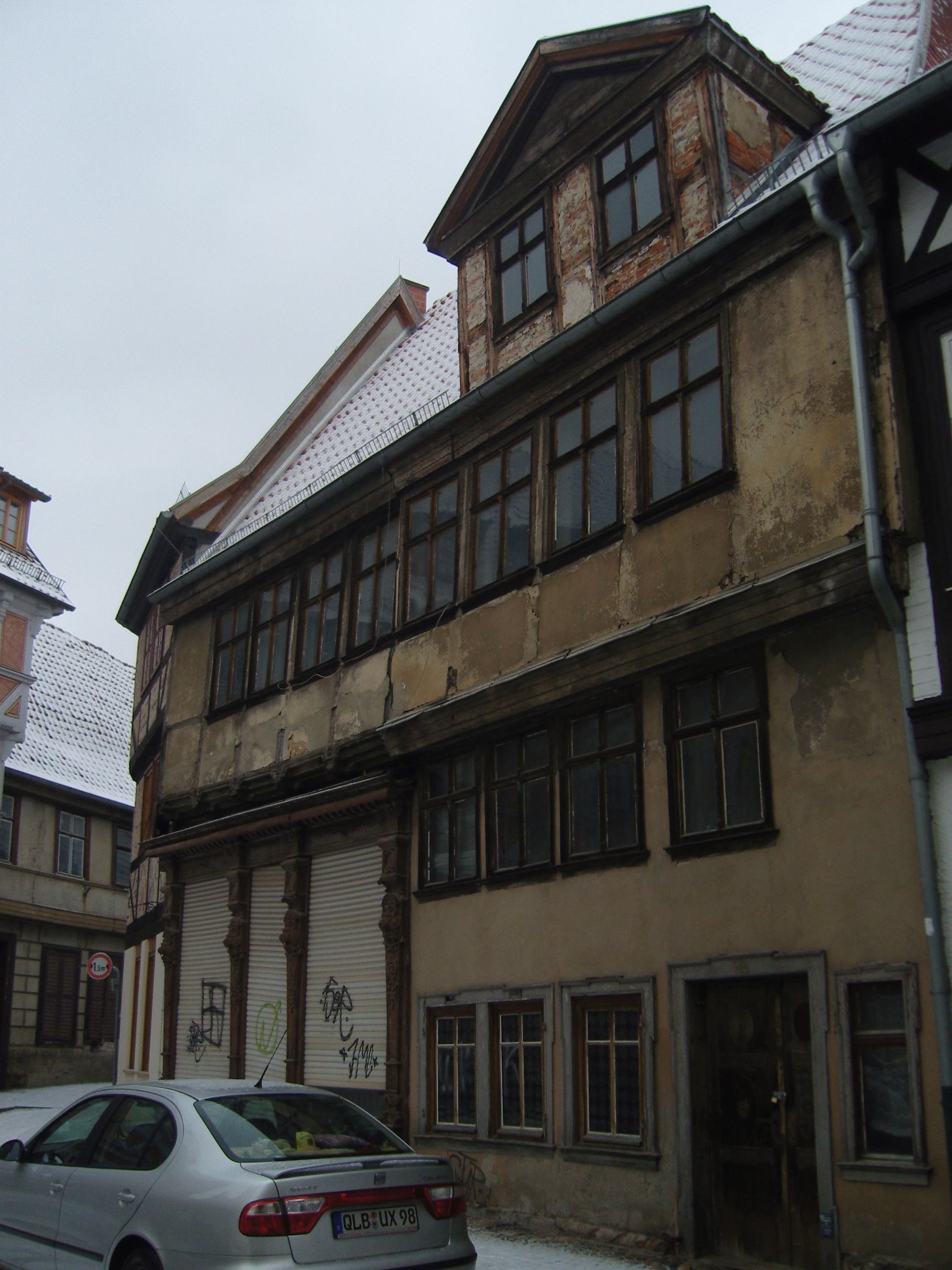
Haus Pölle 24

Das Haus Pölle 24  ist ein denkmalgeschütztes Gebäude in der Stadt Quedlinburg in Sachsen-Anhalt.

## Lage
Es befindet sich östlich des Marktplatzes der Stadt an der Einmündung der Straße Stieg auf die Straße Pölle und gehört zum UNESCO-Weltkulturerbe. Im Quedlinburger Denkmalverzeichnis ist es als Wohnhaus eingetragen.

## Architektur und Geschichte
Das ungewöhnliche Fachwerkhaus entstand ab der Zeit um 1550 und präsentiert sich heute als Ergebnis diverser Umbauten. An der Fassade finden sich übereinander liegende Schiffskehlen an Füllhölzern und Stockschwelle. An der Schwelle besteht eine Verzierung mit Sternformen. Im Obergeschoss sind die Fenster in der Form einer Fensterreihung angeordnet. Die Rahmung der Fenster wurde im Barock verändert und mit Ohrenfaschen versehen. In der Mitte des 19. Jahrhunderts erfolgte ein neuerlicher Umbau sowie eine Verputzung der Fassade. Um 1890 wurde ein Laden eingebaut.